# Provincia
Una provincia es casi siempre una demarcación administrativa dentro de un país o Estado. El término deriva de la antigua provincia romana, que era la principal unidad territorial y administrativa de las posesiones territoriales del Imperio romano fuera de Italia. Desde entonces, el vocablo «provincia» ha sido adoptado por muchos países. En algunos países sin provincias reales, «las provincias» es una locución metafórica que significa «fuera de la ciudad capital».
Mientras que algunas provincias fueron creadas artificialmente por los poderes coloniales, otras se formaron en torno a grupos locales con sus propias identidades étnicas. Muchos tienen sus propios poderes independientes de la autoridad central o federal, especialmente en Canadá y Pakistán. En otros países, como China o Francia, las provincias son creación del gobierno central, con muy poca autonomía.

## Etimología
La palabra provincia está atestiguada desde aproximadamente 1330 y deriva del francés antiguo del siglo XIII province, que a su vez procede de la palabra latina provincia, que se refería a la esfera de autoridad de un magistrado, en particular, a un territorio extranjero.
Una etimología popular es del latín pro- ("en nombre de") y vincere ("triunfar" o "tomar el control de"). Así, una "provincia" sería un territorio o función que un magistrado romano controlaba en nombre de su gobierno. De hecho, la palabra provincia es un antiguo término de derecho público que significa: "cargo perteneciente a un magistrado". Esto concuerda con el uso anterior del término latino como término genérico para una jurisdicción bajo el derecho romano.

## Historia
La palabra fue introducida por los antiguos romanos quienes dividieron el Imperio en provincias, y fue designada a los territorios conquistados fuera de la península itálica. En latín, el vocablo «provincia» se pensaba que se formaba a partir de las voces pro («por») y vincia («victoria»), pero esta etimología no se considera correcta hoy en día.
En los países de lengua romance, como España, Italia y Francia, la palabra «provincia» se aplicó a unidades administrativas importantes solo inferiores a los reinos. En el Imperio español, correspondía a divisiones territoriales, que también solían llamarse «corregimientos», por ser jurisdicciones de un corregidor. Luego de las reformas borbónicas, la provincia correspondía a divisiones territoriales controladas por un gobernador-intendente. También solían llamarse «intendencias» por ser jurisdicción de un gobernador-intendente en el caso del Virreinato del Río de la Plata.
Tras la Revolución francesa el término «provincia» cayó en desuso dentro de Francia. A mediados del siglo XIX, en algunas naciones iberoamericanas como México, Brasil, Colombia y Venezuela se llamó  «provincia» a las unidades administrativas constituyentes y por influjo de los Estados Unidos, dichas naciones con reformas de su constitución pasaron a ser llamadas estados por estar dentro de un régimen federal. Por ejemplo, el vocablo provincia, como lo es en el empleo de la frase «provincia mexicana» incluye como significado al de un «territorio dentro del país a excepción de su capital», pero el término quedó desfavorecido.
En los Países Bajos y Bélgica se mantiene la denominación «provincia» para las unidades administrativas principales de tales estados. En Bulgaria la palabra óblast suele ser sinónimo de provincia. 
En Argentina se mantiene la denominación «provincia» para significar a todo estado federado constituyente de la República. En Canadá, uno de los estados más descentralizados del mundo, se sigue empleando la denominación provincia tanto en inglés como en francés. En el caso de Chile, se llamó provincia a una unidad administrativa que era subordinada por el estado central y en la década de 1970, dadas sus pequeñas dimensiones territoriales, fueron reunidas en regiones como división de primer orden y las provincias como división de segundo orden. 
En Bolivia y algunos departamentos de Colombia se denomina provincia a la unidad administrativa de segundo orden. Diferente a lo denominado en Argentina, país en el cual una provincia es la unidad administrativa de primer orden.
Por extensión, aunque no se use el nombre de provincia, son traducidas con esta categoría las principales divisiones geográfico-políticas de países por lo general extensos, un ejemplo de ello: las vilayas o vilayatos de países con preponderancia de cultura musulmana suelen recibir en castellano el nombre de provincias.
Las provincias históricas europeas -formadas por muchas regiones pequeñas, llamadas pays por los franceses y "cantones" por los suizos, cada una con una identidad cultural local y centrada en una ciudad mercado- han sido descritas por Fernand Braudel como la unidad política de tamaño óptimo en la Europa moderna temprana preindustrial. Se pregunta: "¿No era la provincia la verdadera 'patria' de sus habitantes?" Incluso la Francia organizada centralmente, un estado-nación temprano, podía colapsar en mundos provinciales autónomos bajo presión, como durante la crisis sostenida de las Guerras de Religión francesas (1562-98).
Las colonias británicas de Norteamérica a menudo recibían el nombre de provincias. La mayoría (pero no todas) de las Trece Colonias que acabaron formando los Estados Unidos se llamaban provincias. Todas se declararon "estados" cuando se independizaron. Las colonias de Connecticut, la de Delaware, la de Rhode Island y la de Virginia nunca utilizaron el título de "provincia". Las colonias británicas situadas más al norte, que permanecieron leales a Gran Bretaña y posteriormente se confederaron para formar el Canadá original, conservaron el título de "provincia" y siguen siendo conocidas como tales en la actualidad.
Para los historiadores de los siglos XIX y XX, en Europa el gobierno centralizado era un signo de modernidad y madurez política. A finales del siglo XX, a medida que la Unión Europea acercaba a los estados-nación, las fuerzas centrípetas parecían mover simultáneamente a los países hacia sistemas más flexibles de entidades de gobierno más localizadas y provinciales bajo el paraguas general de la Unión Europea. España después de Francisco Franco ha sido un "Estado de las Autonomías", formalmente unitario pero que de hecho funciona como una federación de Comunidades Autónomas, cada una de las cuales ejerce competencias diferentes. (Véase Política de España.)
Mientras Serbia, la rama de la antigua Yugoslavia, luchaba contra los separatistas en la provincia de Kosovo, el Reino Unido, bajo el principio político de "devolución", produjo (1998) parlamentos locales en Escocia, Gales e Irlanda del Norte. En la antigua India, a diferencia del Mauryas, el Imperio Gupta concedió gran independencia a las zonas locales y dividió el imperio en 26 grandes provincias, denominadas Bhukti, Pradesha y Bhoga.

## Aspectos jurídicos
En muchas federaciones y confederaciones, la provincia o el estado no están claramente subordinados al gobierno nacional o central. Más bien, se considera que es soberana en lo que respecta a su conjunto particular de funciones constitucionales. Las funciones del gobierno central y de los gobiernos provinciales, o las áreas de jurisdicción, se identifican en una constitución. Las que no están específicamente identificadas se denominan "competencias residuales". En un sistema federal descentralizado (como Estados Unidos y Australia), estos poderes residuales se sitúan a nivel provincial o estatal, mientras que en un sistema federal centralizado (como Canadá) se mantienen a nivel federal.
Algunos de los poderes enumerados pueden ser muy importantes. Por ejemplo, Las provincias canadienses son soberanas en asuntos tan importantes como propiedad, derechos civiles, educación, bienestar social y servicios médicos. El crecimiento del estado de bienestar moderno ha dado lugar a que estas funciones, asignadas a las provincias, sean más importantes en comparación con las asignadas al Gobierno federal y, por tanto, los gobiernos provinciales han adquirido más importancia de la que los Padres de la Confederación pretendían en un principio.[cita requerida]

## Provincias y equivalentes en diferentes países

### En la actualidad

#### Como primer nivel administrativo
| País                            | Nombre(s) local(es)            | Idioma                      | Cantidad |
| ------------------------------- | ------------------------------ | --------------------------- | -------- |
| Afganistán                      | Wilaya                         | Persa                       | 34       |
| Angola                          | Província                      | Portugués                   | 18       |
| Arabia Saudita                  | Mintaqa                        | Árabe                       | 13       |
| Argelia                         | Wilaya                         | Árabe                       | 48       |
| Argentina                       | Provincia                      | Español                     | 23 + 1   |
| Armenia                         | Marz                           | Armenio                     | 11       |
| Bielorrusia                     | Voblast                        | Bielorruso                  | 7        |
| Bélgica                         | Provincie, Province            | Neerlandés, francés         | 10       |
| Bulgaria                        | Oblast                         | Búlgaro                     | 28       |
| Burundi                         | Province                       | Francés                     | 18       |
| Camboya                         | Khaet                          | Camboyano                   | 20       |
| Canadá                          | Province                       | Inglés, francés             | 10       |
| China                           | Sheng                          | Chino mandarín              | 22 + 1   |
| Costa Rica                      | Provincia                      | Español                     | 7        |
| Corea del Norte                 | Do o To                        | Coreano                     | 9        |
| Corea del Sur                   | Do                             | Coreano                     | 9        |
| Cuba                            | Provincia                      | Español                     | 15 + 1   |
| Ecuador                         | Provincia                      | Español                     | 24       |
| Guinea Ecuatorial               | Provincia, Province, Província | Español, francés, portugués | 7        |
| Fiyi                            | Yasana                         | Fiyiano                     | 14       |
| Gabón                           | Province                       | Francés                     | 9        |
| Grecia                          | Eparchia                       | Griego                      | 73       |
| Indonesia                       | Provinsi o Propinsi            | Indonesio                   | 33       |
| Irán                            | Ostān                          | Persa                       | 30       |
| Irlanda                         | County                         | Inglés                      | 26       |
| Kazajistán                      | Oblys                          | Kazajo                      | 14       |
| Kirguistán                      | Oblasty                        | Kirguís                     | 7        |
| Laos                            | Kang                           | Lao                         | 16       |
| Mongolia                        | Aymag o Aimag                  | Mongol                      | 21       |
| Mozambique                      | Província                      | Portugués                   | 10       |
| Nepal                           | Pradesh                        | Nepalí                      | 7        |
| Noruega                         | Fylke                          | Noruego                     | 19       |
| Países Bajos                    | Provincie                      | Neerlandés                  | 12       |
| Pakistán                        | Suba                           | Urdu                        | 4        |
| Panamá                          | Provincia                      | Español                     | 10       |
| Papúa Nueva Guinea              | Province                       | Inglés                      | 19       |
| República Dominicana            | Provincia                      | Español                     | 31 + 1   |
| República Democrática del Congo | Province                       | Francés                     | 26       |
| Ruanda                          | Intara                         | Kiñaruanda                  | 5        |
| Rusia                           | Óblast                         | Ruso                        | 46       |
| Santo Tomé y Príncipe           | Província                      | Portugués                   | 2        |
| Islas Salomón                   | Province                       | Inglés                      | 9        |
| Sierra Leona                    | Province                       | Inglés                      | 4        |
| Sudáfrica                       | Province                       | Inglés                      | 9        |
| Suecia                          | län                            | Sueco                       | 21       |
| Sri Lanka                       | Palāta, Māāṇam                 | Cingalés, Tamil             | 9        |
| Tayikistán                      | Viloyat                        | Tayiko                      | 4        |
| Tailandia                       | Changwat                       | Tailandés                   | 76       |
| Turquía                         | Il                             | Turco                       | 81       |
| Turkmenistán                    | Welayat                        | Turcomano                   | 5        |
| Ucrania                         | Óblast                         | Ucraniano                   | 24       |
| Uzbekistán                      | Wiloyat                        | Uzbeko                      | 12       |
| Vanuatu                         | Province                       | Inglés, francés             | 6        |
| Vietnam                         | tỉnh                           | Vietnamita                  | 58       |
| Zambia                          | Province                       | Inglés                      | 9        |
| Zimbabue                        | Province                       | Inglés                      | 8 + 2    |

#### Como segundo nivel administrativo
| País               | Nombre(s) local(es)   | Idioma   | Cantidad |
| ------------------ | --------------------- | -------- | -------- |
| Bolivia            | Provincia             | Español  | 112      |
| Burkina Faso       | Province              | Francés  | 45       |
| Chile              | Provincia             | Español  | 56       |
| Colombia           | Provincia o subregión | Español  | 141      |
| España             | Provincia             | Español  | 50       |
| Filipinas          | Lalawigan o probinsya | Filipino | 81       |
| Italia             | Provincia             | Italiano | 110      |
| Marruecos          | Wilaya                | Árabe    | 45       |
| Omán               | Wilaya                | Árabe    | 62       |
| Perú               | Provincia             | Español  | 196      |
| República de China | 省 (Shěng)            | Chino    | 2        |

### Históricas

#### Medievales y feudales
- Las provincias (provinciae) del Imperio romano.
- Los nomos del Egipto faraónico.
- Los exarcados y themas del Imperio bizantino.
- Las satrapías del Imperio persa aqueménida.
- Los subah del Imperio mogol.
- Los califatos y posteriores sultanatos: véase Emirato.
- Kanato puede significar tanto provincia como estado independiente, ya que cualquiera puede ser dirigida por un kan.
- Los gau y condados del Imperio carolingio y del Sacro Imperio Romano Germánico.
- Los länder del Imperio austrohúngaro.
- Las provincias del Imperio otomano.
- Las provincias de la República de las Dos Naciones.

#### Período colonial y moderno temprano
- Imperio español, en varios escalones:
  - Gobernación.
  - Intendencia.
  - Provincias de la América Española.
  - Provincias del África Española.
- Imperio británico:
  - Provincias de la India.
  - Provincias de Nueva Zelanda.
  - Provincias de Nigeria.
  - Provincia de Australia del Sur.
  - Provincias de la América Británica.
- Las antiguas provincias de Bután.
- Las antiguas provincias de Corea.
- Las antiguas provincias de Etiopía.
- Las antiguas provincias de Finlandia.
- Las antiguas provincias de Francia.
- Las antiguas provincias de Irlanda.
- Las antiguas provincias de Kenia.
- Las antiguas provincias de Madagascar.
- Las antiguas provincias de Japón.
- Las antiguas provincias de Venezuela.
- Las provincias de Prusia, un antiguo estado alemán.
- Las provincias del Imperio del Brasil.
- Las provincias de la República de la Nueva Granada.
- Las provincias históricas de Finlandia.
- Las provincias históricas de Suecia.
- La antigua República de las Provincias Unidas de los Países Bajos.
- La antigua República de las Provincias Unidas del Centro de América.
- La antigua República de las Provincias Unidas del Río de la Plata.
- La antigua República de las Provincias Unidas de la Nueva Granada.
- La antigua República de las Provincias Unidas de Venezuela.